# Lampetis scintillans
Lampetis scintillans es una especie de escarabajo del género Lampetis, familia Buprestidae. Fue descrita científicamente por Waterhouse en 1877.